# Slidell (Texas)
Pour les articles homonymes, voir Slidell.
Slidell est une localité du Comté de Wise au  Texas.
Elle doit son nom à John Slidell (1793-1871), sénateur et diplomate américain.
Sa population était de 175 habitants en 2000.
Le capitaine de l'équipe américaine championne olympique en 1936, Joe Fortenberry (1911-1993), est né à Slidell.